# 楊後起
楊後起（？－486年），仇池氐人，武都王楊文弘之兄子。
480年十一月，南齊因武都王楊文弘背叛，改以楊後起為北秦州刺史、武都王，鎮守武興。482年楊文弘去世，諸子皆幼，乃以兄子楊後起為嗣。北魏封楊後起為武都王，文弘之子楊集始為白水太守。楊集始不久自立為王，被楊後起打敗。楊後起在486年去世，南齊下詔以楊集始為北秦州刺史、武都王。
| 前任： 楊文弘 | 仇池首領 482年－486年 | 繼任： 楊集始 |